# Skoltsamiska

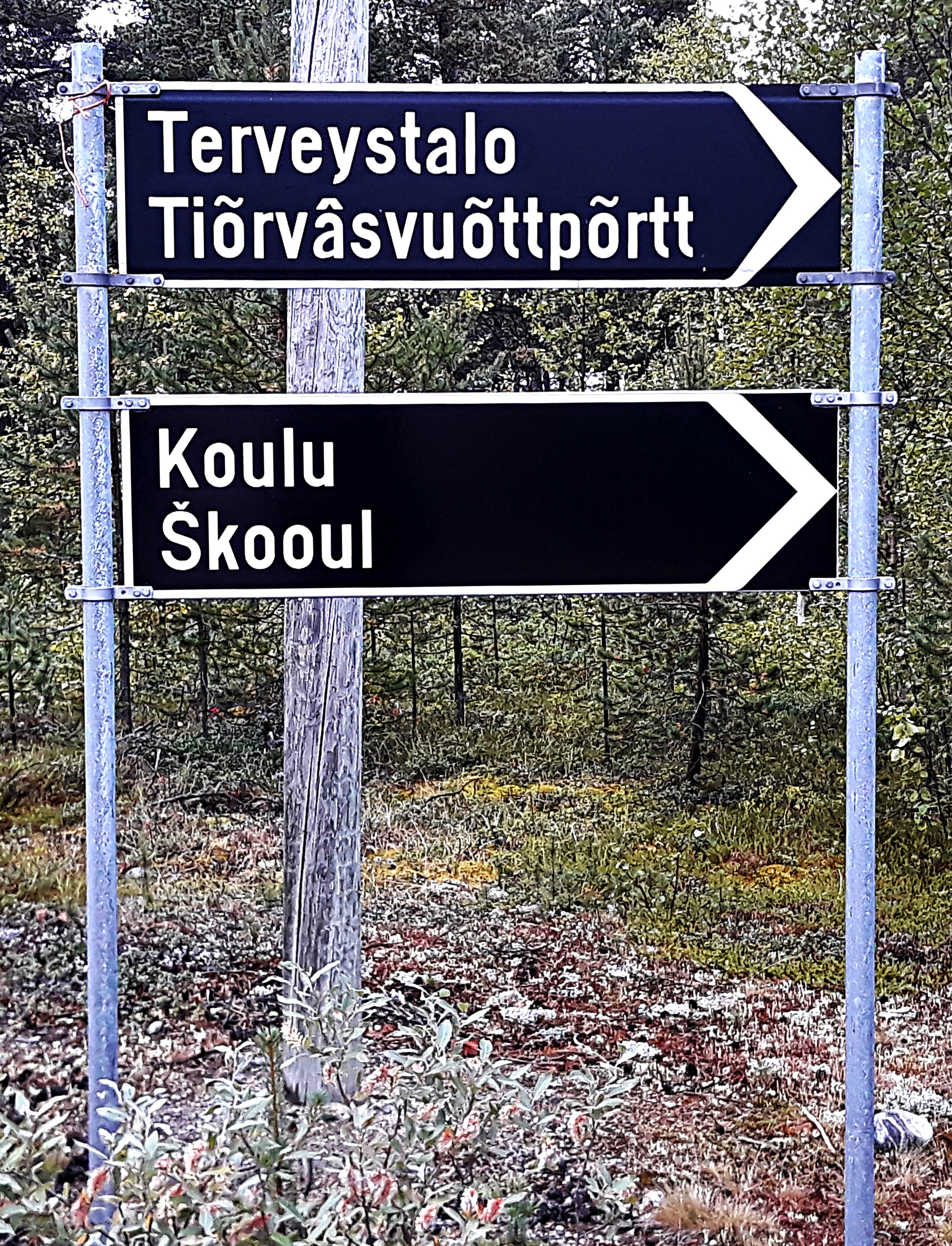
Tvåspråkig skylt på finska och skoltsamiska i Sevettijärvi.

Skoltsamiska (inhemskt namn: nuõrttsääʹmǩiõll) är ett östsamiskt språk. Det har ungefär 300 talare i Finland, främst i Sevettijärvi, runt 20 talare av dialekten Notozero (Njuõʹttjäuʹrr) i det område som omger sjön Notozero på Kolahalvön i Ryssland. Det talades förr även i Neiden i Norge, men har dött ut där då skolterna assimilerades med majoriteten. En del skolter har dock flyttat till Norge från Finland.
Skoltsamiska är ett av de fyra officiella språken i Enare kommun (vid sidan av finska, nordsamiska och enaresamiska) och det som uppfattas vara mest hotat. Den som behärskar samiska skall i huvudsak undervisas på samiska i grundskolan. Skoltsamiska kan väljas som modersmål. Språkbad i skoltsamiska för barn i daghemsålder ordnas (2012) i Sevettijärvi och Ivalo. Den ortodoxa kyrkan har också haft en viktig roll i att bevara språket.

## Fonologi

### Konsonanter
|             | Bilabial | Labiodental | Dental | Alveolar | Postalveolar | Palatal | Velar  |
| ----------- | -------- | ----------- | ------ | -------- | ------------ | ------- | ------ |
| Nasal       | m        |             |        | n        |              | ɲ       | ŋ      |
| Klusil      | p \| b   |             |        | t \| d   |              | c \| ɟ  | k \| g |
| Frikativ    |          | f \| v      | ð      | s \| z   | ʃ \| ʒ       | ç \| ʝ  | x \| ɣ |
| Tremulant   |          |             |        | r        |              |         |        |
| Lateral     |          |             |        | l        |              | ʎ       |        |
| Approximant |          |             |        |          |              | j       |        |

Källa:

### Vokaler
|            | Främre | Central | Bakre |
| ---------- | ------ | ------- | ----- |
| Sluten     | i      |         | u     |
| Halvsluten | e      | ə       | o     |
| Halvöppen  | ɛ      | ɐ       | ɔ     |
| Öppen      |        |         | ɑ     |

Källa:

## Ortografi
Skoltsamiska skrivs med en variant av det latinska alfabetet. Språket har skrivits sedan 1970-talet.
| A a      | Â â      | B b | C c  | Č č  | Ʒ ʒ  | Ǯ ǯ   | D d       | Đ đ | E e      | F f | G g |
| -------- | -------- | --- | ---- | ---- | ---- | ----- | --------- | --- | -------- | --- | --- |
| /a/      | /ɑ/, /ʌ/ | /b̥/ | /ts/ | /tʃ/ | /d̥z̥/ | /d̥ʒ̥ʲ/ | /d̥/       | /ð/ | /e/, /ɛ/ | /v̥/ | /g/ |
| Ǧ ǧ      | Ǥ ǥ      | H h | I i  | J j  | K k  | Ǩ ǩ   | L l       | M m | N n      | Ŋ ŋ | O o |
| /gʲ/     | /ɣ/      | /h/ | /i/  | /j/  | /k/  | /kʲ/  | /l/       | /m/ | /n/      | /ŋ/ | /o/ |
| Õ õ      | P p      | R r | S s  | Š š  | T t  | U u   | V v       | Z z | Ž ž      | Å å | Ä ä |
| /ə/, /ɘ/ | /p/      | /r/ | /s/  | /ʃ/  | /t/  | /u/   | /v/, /w:/ | /z̥/ | /ʒ̥/      | /ɔ/ | /æ/ |

Också q, w, x, y och ö används men då endast i främmande ord och lånord.